# Fúlvio (basquetebolista)
Fúlvio Chiantia de Assis (São Paulo, 15 de agosto de 1981) é um jogador de basquetebol brasileiro que atua como armador. Atualmente, joga pelo Mogi das Cruzes.

## Carreira
Fúlvio, que atua na posição de armador, já atuou por várias equipes de basquetebol no Brasil e fora do país. Também teve passagens pela Seleção Brasileira de Basquetebol Masculino.
Na temporada 2009/2010 da NBB foi considerado o melhor armador, figurando assim na seleção do torneio. Jogou também o jogo das estrelas que foi realizado em Uberlândia.
Em agosto de 2009 participou da Copa Eletrobrás Super Four pela Seleção Brasileira.
Foi um dos principais jogadores do São José, sendo considerado ídolo pela torcida. No final de 2013 passou por uma cirurgia no joelho que lhe tirou de toda a temporada do NBB6.
Na temporada 2014/2015 Fúlvio foi contratado pelo Brasília, substituindo assim o Nezinho que foi para Limeira.

## Estatísticas
|  | Líder da liga |

### Temporada regular do NBB
| Ano               | Equipe            | PJ  | MPJ  | 2P%  | 3P%  | LL%  | RT  | AS  | BR  | TO | PPJ  |
| ----------------- | ----------------- | --- | ---- | ---- | ---- | ---- | --- | --- | --- | -- | ---- |
| 2009–10           | São José          | 26  | 34.5 | .458 | .379 | .849 | 4.1 | 7.8 | 1.9 | .0 | 13.8 |
| 2010–11           | São José          | 19  | 30.9 | .570 | .427 | .914 | 3.3 | 7.3 | 1.4 | .1 | 13.1 |
| 2011–12           | São José          | 22  | 31.6 | .526 | .427 | .857 | 3.7 | 8.3 | 1.4 | .0 | 11.0 |
| 2012–13           | São José          | 30  | 30.4 | .517 | .438 | .902 | 3.6 | 7.9 | 1.4 | .0 | 11.6 |
| 2014–15           | Lobos Brasília    | 25  | 28.1 | .423 | .358 | .766 | 3.3 | 5.8 | 1.0 | .0 | 5.7  |
| 2015–16           | Lobos Brasília    | 26  | 30.2 | .551 | .400 | .912 | 3.6 | 7.7 | 1.2 | .0 | 9.8  |
| Carreira          | Carreira          | 148 | 30.9 | .506 | .404 | .870 | 3.6 | 7.5 | 1.4 | .0 | 10.8 |
| Jogo das Estrelas | Jogo das Estrelas | 4   | –    | –    | –    | –    | –   | –   | –   | –  | –    |

### Playoffs do NBB
| Ano      | Equipe   | PJ | MPJ  | FG%  | 3P%  | LL%  | RT  | AS  | BR  | TO | PPJ  |
| -------- | -------- | -- | ---- | ---- | ---- | ---- | --- | --- | --- | -- | ---- |
| 2010     | São José | 7  | 38.5 | .490 | .366 | .939 | 5.7 | 8.9 | .6  | .3 | 14.6 |
| 2011     | São José | 8  | 32.3 | .503 | .353 | .949 | 2.8 | 6.5 | 1.3 | .1 | 11.1 |
| 2012     | São José | 9  | 32.2 | .524 | .413 | .842 | 3.1 | 7.3 | 1.2 | .1 | 14.3 |
| 2013     | São José | 14 | 31.2 | .481 | .417 | .814 | 5.5 | 6.7 | 1.1 | .1 | 12.4 |
| 2014     | São José | -  | -    | -    | -    | -    | -   | -   | -   | -  | -    |
| Total    | São José | 38 | 33.5 | .497 | .362 | .886 | 4.3 | 7.4 | 1.1 | .2 | 13.1 |
| Carreira |          | 38 | 33.5 | .497 | .362 | .886 | 4.3 | 7.4 | 1.1 | .2 | 13.1 |

## Honras
- Revelação do Campeonato Paulista: 2000
- MVP do Campeonato Paulista: 2009[8]
- Seleção do Campeonato Paulista: 2009, 2011[9]
- Seleção do NBB: 2009/10[10], 2011/12, 2012/13, 2016/17
- Jogo das Estrelas NBB: 2010, 2012, 2013, 2017
- Líder de assistências do NBB: 2010/11, 2011/12, 2012/13, 2015/16, 2016/17

## Títulos
São José Basketball
- Vice-campeão do Campeonato Brasileiro: 2011-12
- Campeonato Paulista: 2009/2010 e 2012
- Jogos Regionais: 2009, 2010 e 2011
- Jogos Abertos do Interior: 2009, 2011
- Jogos Abertos Brasileiro: 2010

Lobos Brasília
- Liga Sul-Americana: 2015

Vasco da Gama
- Copa Avianca: 2017

Seleção Brasileira
- Vice-campeão Sul-Americano: 2004
- Campeonato Sul-Americano: 2010[11]